# Розсохувата (Берестинський район)
Розсохува́та —  село в Україні, у Берестинському районі Харківської області. Населення становить 230 осіб. Орган місцевого самоврядування — Розсохуватська сільська рада.

## Географія
Село Розсохувата знаходиться на відстані 1 км від річки Вошива (правий берег), вище за течією на відстані 3 км розташоване село Антонівка, нижче за течією на відстані 5 км розташоване село Крутоярівка, на протилежному березі на відстані 5 км розташоване селище Кегичівка.

## Назва
Розсохувата названа на честь пана Розсохи, який заснував село.
У деяких документах село називають Розсохувате.
На території України 2 населених пункти з назвою Розсохувата.

## Історія
- 1785 - дата заснування села, хоча перші хутори з'явилися дещо раніше.

## Економіка
- ПП «Агропрогрес»: Молочно-товарна ферма, машинно-тракторні майстерні.

## Об'єкти соціальної сфери
- Школа (закрита, у зв'язку з малою кількістю учнів. Тепер всі вчаться в с. Крутоярівка (дитсадок, 1-9 клас школа) і в Кегичівці (10-11 клас).
- Клуб.